# Szabó Tamás (fényképész)
Szabó Tamás (Arad, 1933. február 18. –) erdélyi magyar fényképész.

## Életútja
Szüleit 1941-ben az Antonescu-rendszer kiutasította Dél-Erdélyből, így költöztek Kolozsvárra, ahol ő a Gép- és Villamosipari Iskolában érettségizett (1952). 1952–55 között a Tehnoin Vállalat kirendeltségénél elektroakusztikus, majd 1962-ig a kolozsvári Bolyai Tudományegyetem, majd a BBTE filmlaboratóriumának, 1962-től majdnem harminc éven át az Erdélyi Néprajzi Múzeum (Kolozsvár) a fényképésze volt, 1990-ben vonult nyugalomba.

## Munkássága
Folyóiratokban, évkönyvekben, napilapokban jelentek meg nagy számban fényképei, reprodukciói, műteremfelvételei. Tárgyfotókat készített néprajzi kiadványokhoz, köztük Kós Károly könyveihez, reprodukciókat a Kriterion Könyvkiadó képzőművészeti monográfia sorozatához, az Utunk és Korunk évkönyveihez, naptárakhoz.
1965-től a Román Fotóművész Szövetség, 1978-tól a Nemzetközi Fényképész Szövetség (AFIAP) tagja, számos hazai és külföldi fényképkiállítás résztvevője. Tagja volt a Kolozsvári Munkás Sport Club (KMSC) repülőmodellező körének, foglalkoztatta (a műfaj betiltásáig) a légi fényképezés. Szenvedélyes barlangászként is számos dokumentumértékű felvétele készült.
A Erdélyi református egyházkerület által kiadott Építő Egyház (Kolozsvár, 2000) című kötethez is Szabó Tamás készített fényképfelvételeket
Első egyéni fényképtárlata 2002. március 20-án nyílt meg Székelyudvarhelyen.

## Köszöntése
Egy könyvbemutató kapcsán Kolozsváron 2001. április 10-én a Kriza János Néprajzi Társaságban „Pozsony Ferenc elnök köszöntötte Szabó Tamás fotóművészt, akinek sok évtizedes munkássága egy részét, 5000 néprajzi témájú felvételének fekete-fehér negatívját sikerült nemrég a társaságnak, a Nemzeti Kulturális Örökség Minisztériumának támogatásával, visszavásárolni.”

## Fényképalbumai
- A vas ízei (Bukarest, 1988)
- Portrék műteremben (bevezette és szerkesztette Murádin Jenő, Kolozsvár, 2009)